# Trigonostemon phyllocalyx
Trigonostemon phyllocalyx är en törelväxtart som beskrevs av François Gagnepain. Trigonostemon phyllocalyx ingår i släktet Trigonostemon och familjen törelväxter. Inga underarter finns listade i Catalogue of Life.